# Василівка (Верхньодніпровська міська громада)
Васи́лівка — село в Україні, у Кам'янському районі Дніпропетровської області. Входить до складу Верхньодніпровської міської громади. Населення становить 60 осіб.

## Географія
Село Василівка розташоване на правому березі річки Домоткань, вище за течією на відстані 0,5 км розташоване село Якимівка, нижче за течією на відстані 3 км розташоване село Заріччя, на протилежному березі — село Корнило-Наталівка.

## Населення

### Мова
Розподіл населення за рідною мовою за даними перепису 2001 року:
| Мова       | Кількість | Відсоток |
| ---------- | --------- | -------- |
| українська | 57        | 95.00%   |
| російська  | 2         | 3.33%    |
| білоруська | 1         | 1.67%    |
| Усього     | 60        | 100%     |

## Уродженці
- Івашина Іван Вакулович (1919—2019) — Герой Радянського Союзу.